# Редбридж (боро Лондона)
Лондонский боро Ре́дбридж (англ. London Borough of Redbridge, произношениео файле) — один из 32 лондонских боро, расположен на северо-востоке, во Внешнем Лондоне, часть исторического графства Эссекс.

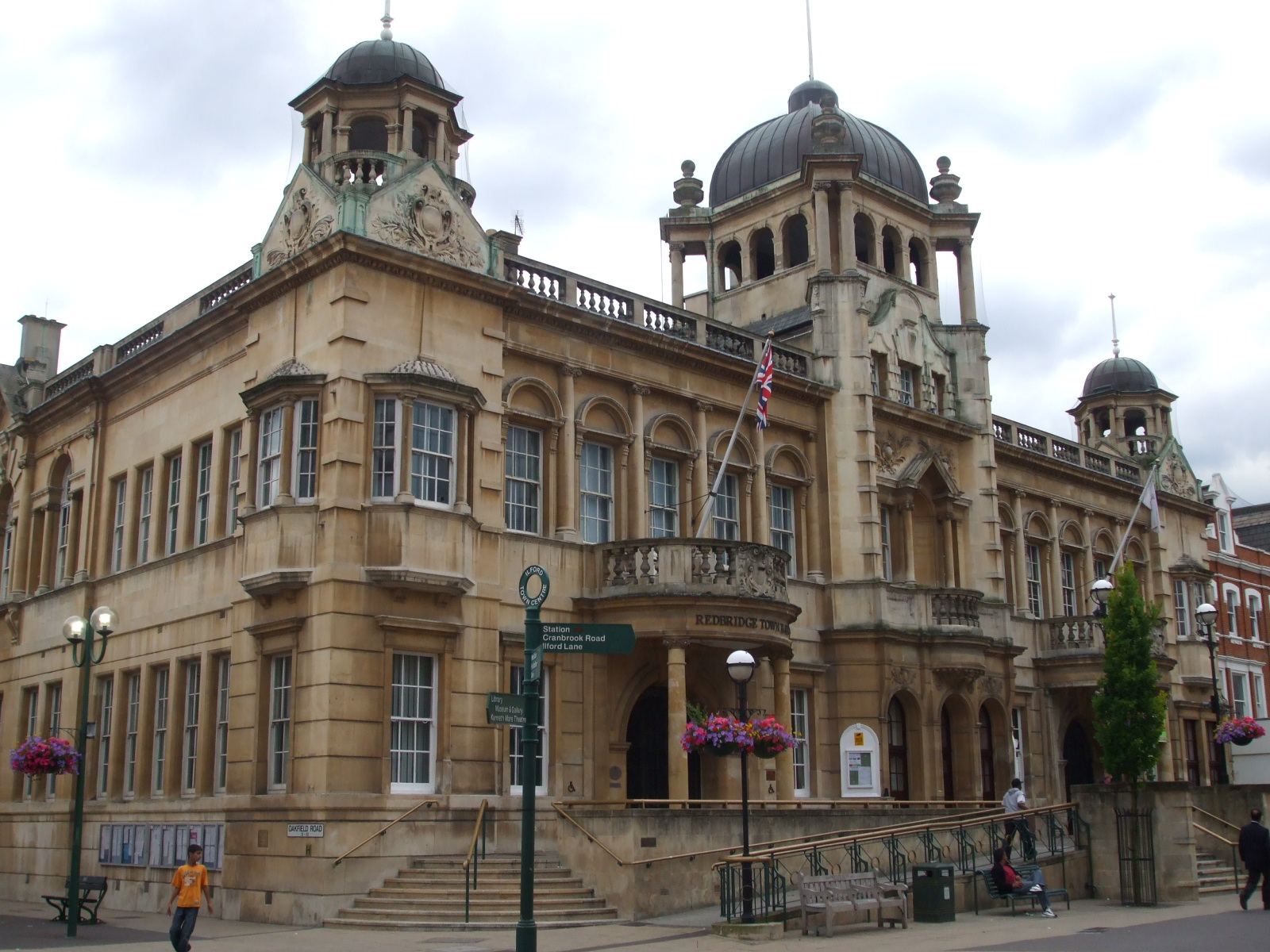
Ратуша в районе Илфорд

Административный центр Редбриджа находится в Илфорде. Редбридж делится на 21 выборный район.

## Этимология
Название района происходит от моста через реку Родинг, ранее известного, как Хокли (англ. Hocklee's Bridge) и разрушенного в 1921 году. Мост был сделан из красного кирпича, в отличие от остальных мостов, сделанных из белого камня.

## История
Редбридж был создан в 1965 году согласно Закону об управлении Лондоном (англ. London Government Act 1963) в результате слияния бывших муниципальных боро Илфорда, Уонстеда (англ.) и Вудфорда (англ.), северной части Дагенема (англ.) и юго-восточной части округа Чигэулл (англ.).

## Население
По данным переписи 2011 года в боро Редбридж проживало 281 400 человек. Из них 22,5 % составили дети (до 15 лет), 63,5 % лица трудоспособного возраста (от 16 до 64 лет) и 14 % лица пожилого возраста (от 65 лет и выше).

### Этнический состав
Основные этнические группы, согласно переписи 2007 года:
59,4 % — белые, в том числе 53,0 % — белые британцы, 2,0 % — белые ирландцы и 4,4 % — другие белые (евреи, поляки);
23,2 % — выходцы из Южной Азии, в том числе 14,3 % — индийцы, 6,6 % — пакистанцы и 2,3 % — бенгальцы;
9,1 % — чёрные, в том числе 4,6 % — чёрные африканцы (сомалийцы, нигерийцы, ганцы), 3,9 % — чёрные карибцы (ямайцы) и 0,6 % — другие чёрные;
3,1 % — метисы, в том числе 0,9 % — азиаты, смешавшиеся с белыми, 0,9 % — чёрные карибцы, смешавшиеся с белыми, 0,4 % — чёрные африканцы, смешавшиеся с белыми и 0,7 % — другие метисы;
1,0 % — китайцы;
3,3 % — другие азиаты (афганцы, иракцы);
1,0 % — другие (восточноевропейские цыгане).

### Религия
Статистические данные по религии в боро на 2011 год:
| Религия      | Редбридж % | Лондон % | Англия % |
| ------------ | ---------- | -------- | -------- |
| Христианство | 36,8       | 48,4     | 59,4     |
| Ислам        | 23,3       | 12,4     | 5,0      |
| Индуизм      | 11,4       | 5,0      | 1,5      |
| Сикхизм      | 6,2        | 1,5      | 0,8      |
| Иудаизм      | 3,7        | 1,8      | 0,5      |
| Буддизм      | 0,7        | 1,0      | 0,5      |
| Другие       | 0,5        | 0,6      | 0,4      |
| Нет религии  | 11,0       | 20,7     | 24,7     |
| Не указана   | 6,5        | 8,5      | 7,2      |

## Образование

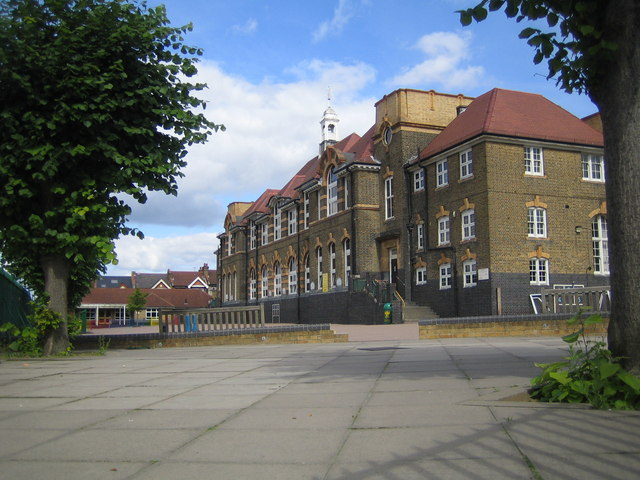
Начальная школа в районе Илфорд

В Редбридже есть 54 начальных, 22 средних школы, Редбриджский колледж, учебный центр Милдмэй и Редбриджский институт образования взрослых.
Все школы района принимают участие в хоровом фестивале Редбриджских школ, двухгодичном музыкальном фестивале, проводящемся в Альберт-холле.

## Транспорт

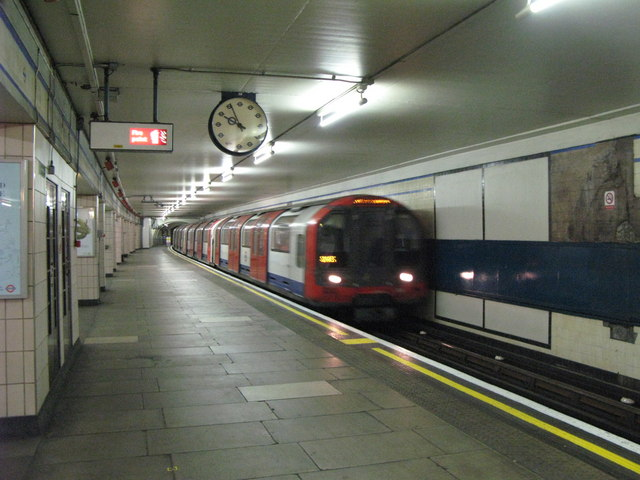
Станция метро, платформа западного направления

В районе есть метро, ходят автобусы и поезда.

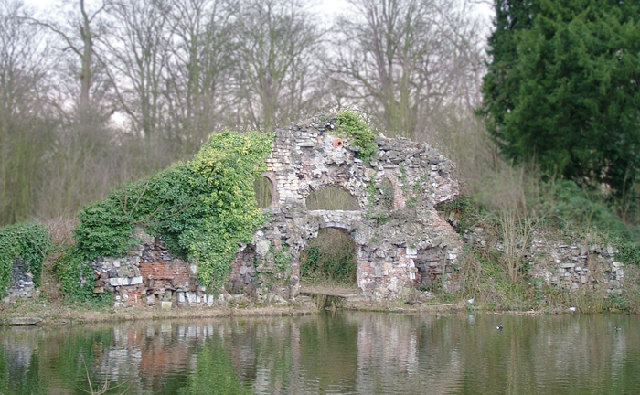
Грот в парке Ванстед, построен в 1760-х гг.

## Природа, спорт и отдых
Редбридж известен как «лиственный» район. Есть 13 охраняемых территорий, 500 гектаров леса и около 250 гектаров парков и зелёных зон. В Редбридже имеется множество площадок для футбола и крикета, детских игровых площадок и несколько теннисных кортов. Помимо этого, имеется спортивный центр, гольф-клубы, публичный плавательный бассейн. По району проходят 3 велосипедных маршрута и есть центр велоспорта. Широкий диапазон культурных мероприятий, включая фестивали танца и литературы, выставки, концерты и чайные танцы (англ. tea dance). Места отдыха включают Редбриджский музей, рестораны, магазины, клубы и пабы.

## Родившиеся в Редбридже
- Найджел Бенн
- Джесси Джей
- Джет Блэк
- Пол Инс
- Винс Кларк
- Стюарт Конквест
- Джейн Ливз
- Рут Ренделл
- Кит Флинт
- Мэгги Смит
- Линн Фонтэнн
- Джон Кармел Хинан
- Иэн Холм